# حمام أم الفرث
حمّام أم الفرث قرية تونسية تابعة لمعتمدية قبلي الشمالية إداريا، وهي تبعد حوالي 40 كم عن مدينة قبلي في اتجاه طريق قابس حيث تتفرع إلى اليسار بنحو 6 كلم في الكلمتر 28،اشتهرت بوجود حمّام طبيعي، نشاطها الاقتصادي غراسة النخيل وتربية الماشية وخاصة الأغنام والماعز والأنشطة الفلاحية تحت البيوت المحمية باستعمال المياه الجيوحرارية، تقطنها حوالي 80 عائلة من الغياليف.